# Acanthoderes thammi
Acanthoderes thammi är en skalbaggsart som beskrevs av Bates 1880. Acanthoderes thammi ingår i släktet Acanthoderes och familjen långhorningar. Inga underarter finns listade i Catalogue of Life.